# Philipp Heinrich Erlebach
Philipp Heinrich Erlebach, född 25 juli 1657 i Esens, Ostfriesland, död 17 april 1714 i Rudolstadt, Thüringen, var en tysk tonsättare. 
Erlebach, som var hovkapellmästare i Rudolstadt, skrev olika typer av orkestermusik (sviter), arior och kantater, men har särskilt stor betydelse i den tyska sångens historia med sina lieder, som utmärker sig för en dåtiden sällsynt känsla, värme och uttrycksfullhet.